# ESS (ElectroStatic Sound)
ESS (ElectroStatic Sound) war ein US-amerikanischer Hersteller von Lautsprecherboxen in Sacramento (Kalifornien). Es war der erste Hersteller, der den von Oskar Heil entwickelten Air Motion Transformer benutzte.
In den 1970er und 1980er Jahren wurde eine Serie von Lautsprecherboxen unter dem Namen ESS Heil angeboten.
Bis zum Jahr 2006 war es möglich, AMTs bei ESS direkt zu kaufen.

## Weblink
- offizielle Website